# R. R. Winterbotham
Russell Robert Winterbotham (als Autor meist R. R.  Winterbotham oder zuletzt Russ Winterbotham; * 1. August 1904 in Salina, Kansas; † 9. Juni 1971 in Bay Village, Ohio) war ein amerikanischer Schriftsteller, Autor von Science-Fiction- und Western-Geschichten, die überwiegend in Pulp-Magazinen erschienen, sowie von Jugendschriften.

## Leben
Winterbothams Vater war der Arzt Jonathan Harvey Winterbotham, seine Mutter Gertrude, geborene Bond. Er studierte an der University of Kansas in Lawrence, wo er 1927 mit dem Bachelor abschloss. Von 1928 bis 1943 arbeitete er als Reporter und Autor für verschiedene Zeitungen im Mittleren Westen. 1932 heiratete er Nadine Schick, mit der er eine Tochter hatte (geboren 1936). Von 1943 bis zu seinem Ruhestand 1969 war er Redakteur und Szenarist für die Newspaper Enterprises Association in Cleveland. Dort schrieb er die Texte für eine Reihe von Comicserien, darunter die SF-Serie Chris Welkin, Planeteer, die in vierzig Zeitungen erschien und auch ins Spanische übersetzt wurde.
Winterbotham begann seine schriftstellerische Laufbahn ab Ende der 1920er Jahre als Autor einer Reihe von Jugendschriften im Format der Big Little Books. Das waren zum einen Erzählungen in der Reihe Better Little Book von Whitman Publishing, wobei vor allem die während des Zweiten Weltkriegs erschienenen Titel vorwiegend patriotisch-militaristischen Inhalts sind, zum anderen Sachliteratur für Jugendliche in den Reihen Little Blue Book und Big Blue Book von Haldeman-Julius Publications. Er schrieb in diesem Bereich auch unter Pseudonym oder als Ghostwriter und soll allein für Whitman über sechzig Big Little Books verfasst haben.
Seine erste Science-Fiction-Story The Star that Would not Behave erschien 1935 in Astounding. Von 1935 bis 1943 veröffentlichte er drei Dutzend Kurzgeschichten. Dann folgte eine fast zehnjährige Pause. Ab 1953 erschienen weitere Kurzgeschichten und eine Reihe von SF-Romanen. Winterbotham gilt hier als zwar kompetenter, aber konventioneller Autor. Zwei seiner Romane erschienen übersetzt in deutschen Heftromanserien.
Winterbotham starb 1971 im Alter von 66 Jahren.

## Bibliografie
Romane
- The Space Egg (1958)
- Man from the High Plains (1960)
- The Wind of a Bullet (1961)
- The Red Planet (1962)
- The Men from Arcturus (1963)
- The Other World (1963, als J. Harvey Bond)
- The Puppet Planet (1964)
- Planet Big Zero (1964, auch als Franklin Hadley)
  - Deutsch: Todespforte Big Zero. Pabel-Moewig (Terra Astra #276), 1976.
- The Lord of Nardos (1966)
  - Deutsch: Der Kampf im Mondpalast. Moewig (Terra Nova #2), 1968.

Better Little Book (Whitman Publishing)
- Tom Beatty, Ace of the Service, scores again (1937)
- G-Man : breaking the gambling ring (1938)
- Gene Autry, cowboy detective (1940)
- Captain Robb of Dirigible ZR-90 and the disappearing Zeppelin (1941)
- Captain Midnight and the secret squadron (1941)
- Maximo the amazing superman, and the supermachine (1941)
- Red Ryder and the mystery of Whispering Walls (1941)
- Convoy patrol : a thrilling story of the U.S. Navy (1942)
- Captain Midnight and the Secret Squadron vs. the terror of the Orient (1942)
- Joyce of the Secret squadron : a Captain Midnight adventure (1942)
- Ray Land of the Tank Corps U.S.A. (1942)
- Windy Wayne and the flying wing (1942)
- Keep 'em flying U.S.A. : for America's victory (1943)
- The ghost avenger strikes! (1943)

Little Blue Book (Haldeman-Julius Publications)
- Curious and unusual deaths (1929)
- Curious and unusual love affairs (1929)
- Lindbergh, the hero of the air (1929)
- The serious lesson in President Harding's case of gonorrhea (1931, mit E. Haldeman-Julius, Booth Mooney und Gerard Harrington)

Big Blue Book (Haldeman-Julius Publications)
- How comic strips are made ; why they have an enormous influence on American thought and custom (1946)
- How to get ideas for popular stories : ideas, their treatment, how to develop them, and short cuts in fiction writing : what causes writers to get stuck and how to get ideas flowing again form the basis of this book (1947)

Kurzgeschichten
- The Star That Would Not Behave (1935)
- The Psycho Power Conquest (1936)
- The Train That Vanished (1936)
- The Fourth Dynasty (1936)
- The Last War (1936, als R. R. Botham)
- The Saga of the "Smokepot" (1936)
- Linked Worlds (1937)
- Clouds over Uranus (1937)
- Spore Trappers (1937)
- Einleill (1937)
- Specialization (1937)
- The Secret of the Rocks (1937)
- Shooting Room Only (1937)
- Procession of Suns (1938)
- Interplanetary Graveyard (1939)
- The Second Moon (1939)
- Madness on Luna (1939)
- Disappearing Sam (1939)
- The Geist of the Jungle (1939)
- Captives of the Void (1940)
- The Element of Logic (1940)
- Cepheid Planet (1940)
- Equation for Time (1940)
- Message from Venus (1941)
- The Monster That Threatened the Universe (1941)
- Status Quo (1941)
- Genesis! (1941)
- Jitterbug (1941)
- The Whispering Spheres (1941)
- Dead Man's Planet (1941)
- The Time Maker (1941)
- Invent or Die! (1941)
- The Thought-Feeders (1941)
- Old Man Mars (1942)
- The Thought-Men of Mercury (1942)
- Oridin's Formula (1943)
- The Winning of Wooha (1952)
- Widows Must Mourn (1952)
- With a Gun in His Hand (1952)
- The Minus Woman (1953)
- Lorelei of Chaos (1954)
- Three Spacemen Left to Die! (1954)
- Ten Minutes to Daylight (1954)
- Lonesome Hearts (1954)
- A Matter of Ethics (1955)
- Gladsome Planet (1955)
- Perfect Discipline (1955)
- Problem Planet (1955)
- The Scientific Approach (1955)
- Just for Tonight (1955)
- The Oldest Man in the World (1955)
- Time's a Gorilla (1955)
- Last One Standing (1955)
- A Little Knowledge (1956)
- The Man Who Left Paradise (1956)
- Once Within a Time (1956)
- Empty Guns (1956)
- Not Much More than a Trigger (1956)
- Up Tangle Creek (1956)
- An Experiment in Gumdrops (1957)
- East Is East … (1957)
- The Individualist (1957)
- Extra Space Perception (1957)
  - Deutsch: Telepathie. In: Bert Koeppen (Hrsg.): Utopia-Magazin 20. Pabel, 1958.
- Jinglebobs Wild (1957)
- Gentleman Cowpoke (1957)
- The Return from Troy (1957)
- Report on a Backward Planet (1958)
- The Variable Constant (1958)
- Hossback Medico (1958)
- The Tired Man (1958)